# ゆとなみ社
株式会社ゆとなみ社（ゆとなみしゃ）は、日本の京都府京都市にある企業。「銭湯を日本から消さない」をモットーに、公衆浴場（銭湯）の継業とコンサルティングを主な業務とする。
2024年現在、運営する銭湯は京都・サウナの梅湯をはじめとして、日本全国に10軒。

## 沿革
2015年、湊三次郎が、銭湯が次々と廃業する現状を憂い、廃業となったサウナの梅湯を引き継ぎ経営者となる。当時20代の若者だった三次郎が銭湯を引き継いだ件は話題を呼び、雑誌やテレビなどさまざまなメディアで取り上げられた。
開業当初の赤字運営を改善後、滋賀県の都湯を皮切りに、地方銭湯の再建モデルを目指しつつ、休廃業した銭湯を次々に継業した。
2019年、湊三次郎が個人事業主としての屋号を梅湯からゆとなみ社に変更。2021年にはゆとなみ社を法人化した。社名は「湯を営む（経営）、湯と人々の営み（生活）」から名付けられた。
2023年11月、京都新聞が京都府と滋賀県にゆかりがあり、顕著な功績を上げた個人や団体に贈る「京都新聞大賞」を受賞した。

## 特色
梅湯開業当初は月20万円の赤字で、トラブルの連続する経営を三次郎がワンオペで対応するという厳しい状況であったが、施設の改装（番台式からフロント式への変更など）、燃料を薪に変更する、営業時間の延長と朝風呂の実施、浴室へのシャンプー・ボディソープの設置、音楽ライブの開催などの経営改善をして、2019年の時点でスタッフ約20名、年商3000万円までに成長させた。また厄介な常連を出入禁止にするなどの対応も行った。
継業する銭湯は老朽化が激しく修繕が必要になるが、ゆとなみ社ではこれを極力自力で行い、費用は自費とともにクラウドファンディングの活用もしている。
このほか、基本的な接客を大切にすることや、話題提供のためスタッフの日常などを書いた「梅湯新聞」を浴室に掲示、SNSによる情報の発信、メディア取材を積極的に受けるなど情報発信に力を入れている。三次郎によれば、これらは”ほとんどおカネのかからない努力”を中心に”おカネがかかる努力”を並行し、「考えられることはすべて」やった結果だという。
またアーティストもデザインに関わるオリジナルグッズの販売や、クリエイター集団の参加するイベント「Get'湯!」への参加など、若年層取り込みのためにファッション性を重視し、銭湯を通したカルチャーシーン作りもヴィジョンにある。
梅湯開業以後には若者層を中心とした銭湯・サウナブームが起こっており、サウナを目的とした顧客も取り込んでいるが、三次郎は銭湯に自然に生まれるコミュニケーションの場を大事にしたいとしている。

## 運営する銭湯一覧
以下のリストは開業日順。
サウナの梅湯（サウナのうめゆ）
所在地：京都府京都市下京区木屋町通上ノ口上る岩滝町175
2015年5月開業。2018年以降、ゲストハウスなどの再開発が進んだ菊浜エリア（旧五条楽園）に所在。
2階にはタトゥースタジオのテナントが入店している。
2021年現在、1日平均250人が来店する人気銭湯となり、京都観光の目的として梅湯を訪れる人々も現れている。
前述のとおり梅湯の所在する土地はかつて花街であり、暴力団事務所が隣にある地域であったが、「京都五条 菊浜エリア活性化プロジェクト」を推進する山内財団とYamauchi-No.10 Family Office（任天堂創業家）は、それらの撤退後の土地を取得して再開発を進めており、2022年、梅湯に隣接して「利用者が長居してくつろげる場所」を建設する予定とのコメントをし、イメージを発表している。
源湯（みなもとゆ）
所在地：京都府京都市上京区北町580-6
2019年7月19日開業。大将軍エリアにあり、元は1928年創業だった銭湯を引き継いだレトロ銭湯と称される。20畳の和室休憩スペースがあり、各種イベントが行われるほか、2階はテナントとして古書店やギャラリーが入店している。
アニメ作品『四畳半タイムマシンブルース』に登場する銭湯・オアシスのモデルである。
容輝湯（ようきゆ）
所在地：滋賀県大津市栄町17−10
2019年7月開業。JR石山駅近く。
人参湯（にんじんゆ）
所在地：愛知県豊橋市神明町47
2021年4月開業。元は1950年開業の銭湯であったが、老朽化などで2020年9月に閉店したものを借り受け復活させた。
みやの湯（みやのゆ）
所在地：大阪府門真市宮野町13−10
2021年4月開業。
一乃湯（いちのゆ）

所在地：三重県伊賀市上野西日南町1762
2023年7月開業。1950年創業の銭湯で、改装等は行わず先代から運営を引き継ぐ形での継業。先代による「一乃湯ワンダーランド構想」の理念実現も目指している。
建物は登録有形文化財となっている。
鴨川湯（かもがわゆ）
所在地：京都府京都市左京区下鴨上川原町56
2023年7月開業。営業再開にあたり、クラウドファンディングを活用した。
湊河湯（みなとがわゆ）
所在地：兵庫県神戸市兵庫区東山町2-3-5
元は1949年に開業した、東山商店街に近い銭湯。2022年12月からの長期休業後、ゆとなみ社が継業。2023年8月11日より営業再開。鴨川湯同様に、クラウドファンディングを活用した。
パール温泉（パールおんせん）
所在地：大阪府大阪市東成区中本3-10-15
2024年3月21日開業。2024年1月8日より休業ののち、ゆとなみ社に事業継承された。別名：パール湯。大阪メトロ緑橋駅近く。
家族経営の銭湯だったが設備や人手不足などの問題があり、ゆとなみ社に相談し事業継承となった。経営者は同社社員となってそのまま店長を継続し、リニューアルにあたってサウナなどの老朽化施設を復活させた。
扇温泉（おうぎおんせん）
所在地：大阪府大東市幸町6-27
2024年11月1日開業。JR住道駅近く。同年3月に閉業したばかりの銭湯を継業、リニューアルしてオープンした。

### 関連する銭湯
都湯（みやこゆ）
所在地：滋賀県大津市馬場3-12-21
2018年11月、2号店として元梅湯スタッフが継業した。2021年以降はゆとなみ社から独立して経営中。
JR膳所駅および京阪膳所駅近く。
スケラッコによる銭湯を舞台とした漫画『みゃーこ湯のトタンくん』（ミシマ社）のモデルである。
十條湯（じゅうじょうゆ）
所在地：東京都北区十条仲原1丁目14-2
2024年7月31日までコンサルティング契約をし、営業委託という形でゆとなみ社スタッフが出向していた。喫茶スペースが併設されていたのを生かし、「喫茶深海」としてリニューアルし「売り」のひとつとした。

## 創業者・湊三次郎
湊 三次郎（みなと さんじろう、1990年 - ）は、ゆとなみ社の代表取締役であり創業者。静岡県浜松市生まれ。銭湯文化のPRを担い、メディアなどでは銭湯活動家を名乗る。本名・湊 雄祐（みなと ゆうすけ）。「三次郎」の活動名は曽祖父の名にちなむ。
京都外国語大学ブラジルポルトガル語学科卒業。在学中、近所の銭湯に通いはじめたのをきっかけに銭湯に傾倒し、「サウナの梅湯」でもアルバイトを経験した。卒業後アパレル会社に就職するが、仕事を面白く感じられず退職を決めたころに梅湯の経営を任され銭湯業界に入り、個人事業主を経て何件もの老朽化銭湯復活を実現する現在に至る。
実弟でお笑い芸人の湊 研雄（みなと けんゆう）もゆとなみ社スタッフかつ同社取締役であり、十條湯の営業委託などを担当した。

### メディア出演
- サ道2021 第6話「青春の面影にととのう」（2021年9月11日、テレビ東京）[33]